# تيغرفيلن
تيغرفيلن (بالألمانية: Tägerwilen) هي إحدى بلديات مقاطعة كروزلينغن في كانتون تورغاو في سويسرا. تبلغ مساحتها 11.52 كيلومتر مربع، ويقدر عدد سكانها بـ 4388 نسمة (حسب تعداد ديسمبر 2015).

## أعلام
- هرمان مولر